# 윤치연
윤치연(1979년 10월 30일 ~ )는 대한민국의 희극 배우이다.

## 출연작

### 방송
- 개그야 (MBC)